# Nationale Portefeuillemaatschappij
NPM/CNP (niederländisch Nationale Portefeuillemaatschappij, französisch Compagnie Nationale à Portefeuille) ist eine belgische Holding, die Anteile an verschiedenen Unternehmen besitzt. Sie wird kontrolliert von der Familie des belgischen Finanzinvestors und Multimilliardärs Albert Frère. Das Unternehmen war bis zum 2. Mai 2011 im BEL20 in Brüssel gelistet.

## Beteiligungen (Stand Mai 2009)
Übersicht der Beteiligungen der CNP (Stand Mai 2009)

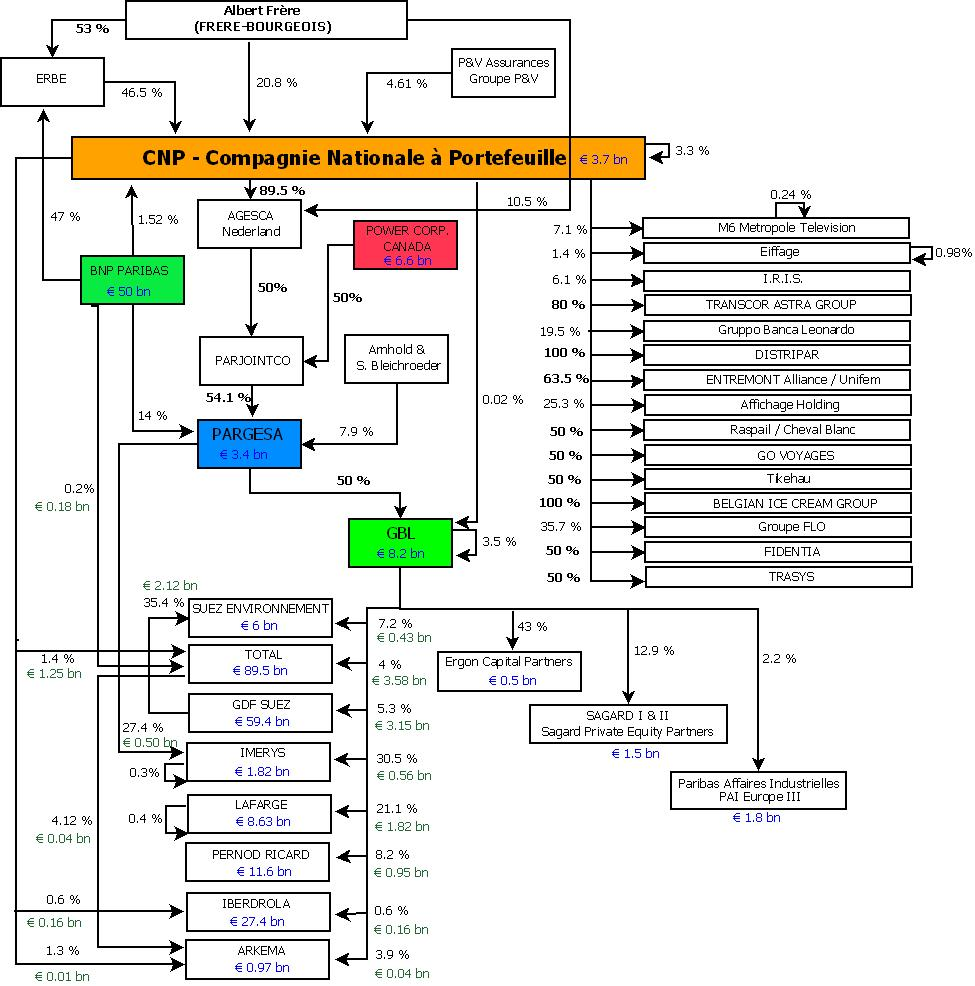
Übersicht der Beteiligungen von Albert Frère